# Bogusławice (Radom)
Pour les articles homonymes, voir Bogusławice.
Bogusławice (prononciation : [bɔɡuswaˈvit͡sɛ]) est un village polonais de la gmina de Skaryszew dans le powiat de Radom de la voïvodie de Mazovie dans le centre-est de la Pologne.

## Histoire
De 1975 à 1998, le village appartenait administrativement à la voïvodie de Radom.